# Lista de senhores do Couto de Azevedo
Este anexo contém uma lista de senhores do Couto de Azevedo:
- Ero Arnaldes, (c.880 -?), 1º senhor do Couto de Azevedo
- Arnaldo Eris de Baião , (c.925 - ?), 2º senhor do Couto de Azevedo
- Gosendo Arnaldes, (c.950 - ?), 3º senhor do Couto de Azevedo
- Egas Gosendes, (c.975 - ?), 4º senhor do Couto de Azevedo
- Godinho Viegas , (c.1010 - ?), 5º senhor do Couto de Azevedo
- Paio Godins, (c.1050 - ?) 6º senhor do Couto de Azevedo
- Mendo Pais Rufino de Azevedo, (c.1100 - ?), 7º senhor do Couto de Azevedo
- Pero Mendes Azevedo, (c.1150 -?), 8º senhor do Couto de Azevedo
- Nuno Pais de Azevedo "o Vida" Alferes-mor do Conde D. Henrique de Borgonha, 9º senhor do Couto de Azevedo
- Soeiro Pires de Azevedo * c. 1180, 10º senhor do Couto de Azevedo
- Paio Soares de Azevedo * c. 1210, 11º senhor do Couto de Azevedo
- Vasco Pais de Azevedo * c. 1250, 12º senhor do Couto de Azevedo
- Gonçalo Vasques de Azevedo * c. 1300, 13º senhor do Couto de Azevedo
- Diogo Gonçalves de Azevedo, senhor da quinta de Castro * c. 1330, 14º senhor do Couto de Azevedo
- Lopo Dias Azevedo, 1º senhor de São João de Rei * c. 1370, 15º senhor do Couto de Azevedo
- Martim Lopes Azevedo * c. 1400, 16º senhor do Couto de Azevedo
- Diogo Azevedo * c. 1420, 17º senhor do Couto de Azevedo
- Martim Lopes Azevedo * c. 1460, 18º senhor do Couto de Azevedo
- Pedro Lopes Azevedo * c. 1500, 19º senhor do Couto de Azevedo
- Martim Lopes de Azevedo * c. 1530, 20º senhor do Couto de Azevedo
- Pedro Lopes de Azevedo * c. 1560, 21º senhor do Couto de Azevedo
- Martim Lopes de Azevedo * c. 1600, 22º senhor do Couto de Azevedo
- Pedro Lopes de Azevedo, 23º senhor do Couto de Azevedo
- Pedro Lopes de Azevedo, 24º senhor do Couto de Azevedo
- Pedro Lopes de Azevedo, 25º senhor do Couto de Azevedo
- Leonardo Lopes de Azevedo, 26º senhor do Couto de Azevedo
- Fradique Lopes de Azevedo, 27º senhor do Couto de Azevedo
- João Lopes de Azevedo * 1786, 28º senhor do Couto de Azevedo
- Maria Emília Lopes de Azevedo Pinheiro Pereira e Sá * 1787, 29º senhor do Couto de Azevedo[1].